# Nytt Magasin for Botanik
Nytt Magasin for Botanik (abreviado Nytt Mag. Bot.) fue una revista con ilustraciones y descripciones botánicas que fue publicada en Oslo. Fueron publicados los números 1-17, desde el año 1952 hasta 1970. Fue precedida por Nytt Magazin for Naturvidenskapene y reemplazada por Norwegian Journal of Botany.